# Полтавський завод порошкової металургії
Полтавський завод порошкової металургії — підприємство металургійної промисловості в Полтавській області.